# Anastasia (bysantinsk kejsarinna)
Anastasia (grekiska: Άναστασία), född omkring 650, död efter 711 i Konstantinopel i Bysantinska riket, var en bysantinsk kejsarinna som Konstantin IV:s maka.

## Biografi
Anastasias familj är okänd. Hon omtalas för första gången 668, när hennes make Konstantin IV besteg tronen efter mordet på hennes svärfar Konstans II på Sicilien. Mycket lite är känt om de sjutton år hon var kejsarinna. Hon har blivit mer omtalad som änkekejsarinna.
År 685 blev hon änkekejsarinna vid sin son Justinianus II:s tronbestigning. Under sonens regeringstid gav han order om att skatter skulle samlas in till hans projekt med alla medel, och år 693 inträffade en incident då logothetes tou genikou (ungefär som dagens "finansminister") Stephen the Persian(en) (Stefan Persern) misshandlade henne som ett led av sin skatteindrivning. Händelsen inträffade då sonen var bortrest och orsakade svår fiendskap mellan henne och Stefan. 
År 695 blev hennes son avsatt. Hennes liv under hans efterträdare är okänt. 705 återerövrade hennes son makten. Anastasia nämns för sista gången vid mordet på sonen 711. Hon förde då sin sexårige sonson Tiberius till en kyrkan i Blachernai för att skydda honom, men han slets ut därifrån av Strouthos samtidigt som hon höll fast patriciern Mauros om fötterna och bönföll dem att skona honom, men Tiberius dödades. Hennes eget dödsår är okänt.     

### Barn
- Justinianus II (668/669 – 4 november 711)
- Herakleios (levnadsår okända: känd enbart från en hälsning år 685)